# Oligoaeschna sumatrana
Oligoaeschna sumatrana – gatunek ważki z rodziny żagnicowatych (Aeshnidae).